# Душан Митровић (планинар)
Душан Спирта Митровић (Ковиљ 1. април 1875 — Аранђеловац, 28. септембар 1930) био је српски стоматолог. Он се такође бавио и промовисао планинарење.

## Биографија
По завршетку студија медицине и специјализације из стоматологије у Грацу вратио се 1903. године у Нови Сад, где је до 1. Светског рата радио као стоматолог. Овде је започео планинарску активност излетима у Фрушку гору и окупљајући око себе прве новосадске планинаре. Након 1. Светског рата је још краће време радио у Новом Саду, да би 1919. године прешао у Београд, где је 1926. године променио презиме Спирта у Митровић. Године 1923. је ињицирао оснивање огранка Српског планинског друштва у Новом Саду, што је и учињено на Иришком венцу у Фрушкој гори 13.05.1923 на заједничком излету београдских и новосадских планинара. Међутим, Новосађани нису желели да буду београдски огранак нити да планинарско друштво носи племенско име, те су већ идуће године основали Планинско друштво "Фрушка гора", чији је председник био др Игњат Павлас.  У Београду, где је радио као приватни стоматолог, деловао је као члан и секретар Српског планинског друштва (СПД), обновљеног 1922. Био је један од главних покретача изградње планинарских кућа у Србији и планинарских акција уопште, велики заљубљеник у планинарство и природу, а такође је водио и музичку секцију СПД, био је одличан тамбураш. Умро је од срчане болести на железничкој станици Аранђеловац, враћајући се са излета на планину Букуљу. Аранђеловачка подружница новосадског Планинарског друштва "Фрушка гора" је 1933. године на Букуљи подигла планинарски дом, који и данас постоји, али није више у власништву планинара (ресторан, који се налази у непосредној близини разгледног стуба на Букуљи). Сахрањен у Београду на Новом гробљу. Аранђеловачки планинари су у знак успомене на др Душана Спирту - Митровића обновили и уредили шумску стазу на Букуљи и подигли му тамо споменик 2010. године.
Планинарски дом на Авали је именован по њему.